# Atletica leggera ai Giochi della XXXII Olimpiade - 200 metri piani maschili

Video ufficiale della Finale

Ai Giochi della XXXII Olimpiade la competizione dei 200 metri piani maschili si è svolta dal 3 al 4 agosto 2021 presso lo Stadio nazionale di Tokyo.

## Presenze ed assenze dei campioni in carica
| Competizione         | Atleta          | Prestazione | Tokyo 2020      |
| -------------------- | --------------- | ----------- | --------------- |
| Olimpiadi 2016       | Usain Bolt      | 19”78       | Ritirato        |
| Commonwealth 2018    | Jereem Richards | 20”12       | Presente        |
| Europei 2018         | Ramil Guliyev   | 19”76       | Presente        |
| Asiatici 2018        | Yuki Koike      | 20”23       | Solo 100 m      |
| Panamericani 2019    | Álex Quiñónez   | 20”27       | Assente         |
| Africani 2019        | Sydney Siame    | 20”35       | Presente        |
| Mondiali 2019        | Noah Lyles      | 19”83       | Presente        |
|                      |                 |             |                 |
| Mondiali junior 2018 | Jona Efoloko    | 20”48       | Non selezionato |

Graduatoria mondiale
In base alla classifica della Federazione mondiale, i migliori atleti iscritti alla gara erano i seguenti:
| Pos. | Atleta          | Punti | Note |
| ---- | --------------- | ----- | ---- |
| 1    | Noah Lyles      | 1491  |      |
| 2    | Andre De Grasse | 1433  |      |
| 3    | Ramil Guliyev   | 1411  |      |

## La gara
È la prima olimpiade dopo il ritiro di Usain Bolt, l'uomo capace di vincere tre ori consecutivi nel 2008, 2012 e 2016.

Alle selezioni statunitensi prevale Noah Lyles (19"74) su Kenneth Bednarek (19"78). Il terzo qualificato è un diciassettenne, il sorprendente Erriyon Knighton (classe 2004) che, durante la stagione, ha migliorato ben quattro volte il record mondiale Under 18 sulla distanza (che apparteneva a Bolt), stabilendo anche il primato Under 20.

Il più veloce delle batterie è Kenneth Bednarek (20"01). Tutti i migliori passano alle semifinali. Anche le tre serie di semifinale rispettano rigorosamente il pronostico. Andre De Grasse (Canada) vince la terza serie con 19"73 risultando il più veloce del lotto. Stabilisce anche il record nazionale.
In finale si ritrovano nelle corsie centrali, alternati, i tre americani e i due canadesi. Nelle corsie esterne, un trinidegno, un liberiano (che vive negli USA) e un giamaicano.

Il migliore a disegnare la curva è Lyles, ma De Grasse rinviene prepotentemente e sopravanza l'americano. L'unico che gli resiste è Bednarek, che è secondo a soli 6 centesimi  dal canadese.

De Grasse, dopo essere salito sul secondo e sul terzo gradino del podio olimpico, vince finalmente il suo primo oro olimpico. Il suo 19”62 gli vale l'ottava posizione nella classifica di tutti i tempi della specialità. Il tempo con il quale ha vinto la semifinale è il più veloce di sempre per i turni eliminatori (Bolt non fece più di 19”78).

## Risultati

### Batterie
Qualificazione: I primi tre di ogni batteria (Q) e i 3 successivi migliori tempi (q).

#### Batteria 1
| Posizione | Corsia | Nome            | Nazionalità | Tempo | Note |
| --------- | ------ | --------------- | ----------- | ----- | ---- |
| 1         | 7      | Rasheed Dwyer   | Giamaica    | 20"31 | Q    |
| 2         | 8      | Divine Oduduru  | Nigeria     | 20"36 | Q    |
| 3         | 4      | Anaso Jobodwana | Sudafrica   | 20"78 | Q    |
| 4         | 2      | Jorge Vides     | Brasile     | 20"94 |      |
| 5         | 3      | Fode Sissoko    | Mali        | 21"00 |      |
| 6         | 5      | Shōta Iizuka    | Giappone    | 21"02 |      |
| 7         | 6      | Jose Salazar    | El Salvador | 21"66 |      |

#### Batteria 2
| Posizione | Corsia | Nome              | Nazionalità       | Tempo        | Note                                     |
| --------- | ------ | ----------------- | ----------------- | ------------ | ---------------------------------------- |
| 1         | 4      | Jereem Richards   | Trinidad e Tobago | 20"52        | Q                                        |
| 2         | 6      | Shaun Maswanganyi | Sudafrica         | 20"58        | Q                                        |
| 3         | 2      | Taymir Burnet     | Paesi Bassi       | 20"60        | Q                                        |
| 4         | 3      | Emmanuel Eseme    | Camerun           | 20"65        |                                          |
| 5         | 7      | Ján Volko         | Slovacchia        | 21"21        |                                          |
| 6         | 5      | Abdul Sani Brown  | Giappone          | 21"41        | Miglior prestazione personale stagionale |
| –         | 9      | Jan Jirka         | Rep. Ceca         | Squalificato |                                          |
| –         | 8      | Bernardo Baloyes  | Colombia          | NP           |                                          |

#### Batteria 3
| Posizione | Corsia | Nome            | Nazionalità       | Tempo | Note                                     |
| --------- | ------ | --------------- | ----------------- | ----- | ---------------------------------------- |
| 1         | 5      | Femi Ogunode    | Qatar             | 20"37 | Q                                        |
| 2         | 6      | Ramil Guliyev   | Turchia           | 20"54 | Q                                        |
| 3         | 2      | Andre De Grasse | Canada            | 20"56 | Q                                        |
| 4         | 3      | Kyle Greaux     | Trinidad e Tobago | 20"77 |                                          |
| 5         | 4      | Jun Yamashita   | Giappone          | 20"78 |                                          |
| 6         | 8      | Aldemir Junior  | Brasile           | 20"84 | Miglior prestazione personale stagionale |

#### Batteria 4
| Posizione | Corsia | Nome                  | Nazionalità | Tempo   | Note |
| --------- | ------ | --------------------- | ----------- | ------- | ---- |
| 1         | 4      | Erriyon Knighton      | Stati Uniti | 20"55   | Q    |
| 2         | 8      | Alonso Edward         | Panama      | 20"60   | Q    |
| 3         | 5      | Robin Vanderbemden    | Belgio      | 20"70   | Q    |
| 4         | 6      | Sydney Siame          | Zambia      | 21"01   |      |
| 5         | 2      | Gediminas Truskauskas | Lituania    | 21"02   |      |
| 6         | 3      | Steven Muller         | Germania    | 21"08   |      |
| 7         | 7      | Adam Gemili           | Regno Unito | 1'58"58 |      |

#### Batteria 5
| Posizione | Corsia | Nome              | Nazionalità | Tempo | Note                                     |
| --------- | ------ | ----------------- | ----------- | ----- | ---------------------------------------- |
| 1         | 4      | Aaron Brown       | Canada      | 20"38 | Q                                        |
| 2         | 2      | Joseph Fahnbulleh | Liberia     | 20"46 | Q                                        |
| 3         | 6      | William Reais     | Svizzera    | 20"51 | Q                                        |
| 4         | 7      | Serhiy Smelyk     | Ucraina     | 20"53 | Miglior prestazione personale stagionale |
| 5         | 5      | Antonio Infantino | Italia      | 20"90 |                                          |
| 6         | 3      | Lucas Vilar       | Brasile     | 21"31 |                                          |
| 7         | 8      | Muhd Ar Rasyid    | Brunei      | 21"83 | Miglior prestazione personale stagionale |

#### Batteria 6
| Posizione | Corsia | Nome                     | Nazionalità     | Tempo | Note                                     |
| --------- | ------ | ------------------------ | --------------- | ----- | ---------------------------------------- |
| 1         | 5      | Kenneth Bednarek         | Stati Uniti     | 20"01 | Q                                        |
| 2         | 8      | Yancarlos Martinez       | Rep. Dominicana | 20"17 | Q                                        |
| 3         | 4      | Fausto Desalu            | Italia          | 20"29 | Q                                        |
| 4         | 2      | Zhenye Xie               | Cina            | 20"34 | q                                        |
| 5         | 3      | Nethaneel Mitchell-Blake | Regno Unito     | 20"56 | Miglior prestazione personale stagionale |
| 6         | 7      | Marcus Lawler            | Irlanda         | 20"73 | Miglior prestazione personale stagionale |
| –         | 6      | Emmanuel Matadi          | Liberia         | NP    |                                          |

#### Batteria 7
| Posizione | Corsia | Nome               | Nazionalità | Tempo | Note |
| --------- | ------ | ------------------ | ----------- | ----- | ---- |
| 1         | 8      | Noah Lyles         | Stati Uniti | 20"18 | Q    |
| 2         | 9      | Sibusiso Matsenjwa | eSwatini    | 20"34 | Q    |
| 3         | 3      | Joseph Amoah       | Ghana       | 20"35 | Q    |
| 4         | 4      | Clarence Munyai    | Sudafrica   | 20"49 | q    |
| 5         | 5      | Leon Reid          | Irlanda     | 20"53 | q    |
| 6         | 7      | Brendon Rodney     | Canada      | 20"60 |      |
| 7         | 6      | Julian Forte       | Giamaica    | 20"65 |      |
| 8         | 2      | Noureddine Hadid   | Libano      | 21"12 |      |

### Semifinali
Qualificazione: I primi due di ogni batteria (Q) e i 2 successivi migliori tempi (q).

#### Semifinale 1
| Posizione | Corsia | Nome             | Nazionalità | Tempo | Note                                     |
| --------- | ------ | ---------------- | ----------- | ----- | ---------------------------------------- |
| 1         | 4      | Erriyon Knighton | Stati Uniti | 20"02 | Q                                        |
| 2         | 6      | Rasheed Dwyer    | Giamaica    | 20"13 | Q                                        |
| 3         | 7      | Divine Oduduru   | Nigeria     | 20"16 |                                          |
| 4         | 9      | Joseph Amoah     | Ghana       | 20"27 | Miglior prestazione personale stagionale |
| 5         | 5      | Femi Ogunode     | Qatar       | 20"34 |                                          |
| 6         | 8      | Fausto Desalu    | Italia      | 20"43 |                                          |
| 7         | 2      | Zhenye Xie       | Cina        | 20"45 |                                          |
| 8         | 3      | Anaso Jobodwana  | Sudafrica   | 20"88 |                                          |

#### Semifinale 2
| Posizione | Corsia | Nome               | Nazionalità     | Tempo | Note                                     |
| --------- | ------ | ------------------ | --------------- | ----- | ---------------------------------------- |
| 1         | 7      | Aaron Brown        | Canada          | 19"99 | Q                                        |
| 2         | 6      | Joseph Fahnbulleh  | Liberia         | 19"99 | Q                                        |
| 3         | 5      | Noah Lyles         | Stati Uniti     | 19"99 | q                                        |
| 4         | 4      | Yancarlos Martinez | Rep. Dominicana | 20"24 |                                          |
| 5         | 8      | William Reais      | Svizzera        | 20"44 | Miglior prestazione personale stagionale |
| 6         | 2      | Clarence Munyai    | Sudafrica       | 20"49 | Miglior prestazione personale stagionale |
| 7         | 3      | Robin Vanderbemden | Belgio          | 21"00 |                                          |
| 8         | 9      | Alonso Edward      | Panama          | NF    |                                          |

#### Semifinale 3
| Posizione | Corsia | Nome               | Nazionalità       | Tempo | Note                                     |
| --------- | ------ | ------------------ | ----------------- | ----- | ---------------------------------------- |
| 1         | 9      | Andre De Grasse    | Canada            | 19"73 | Q                                        |
| 2         | 6      | Kenneth Bednarek   | Stati Uniti       | 19"83 | Q                                        |
| 3         | 5      | Jereem Richards    | Trinidad e Tobago | 20"10 | q                                        |
| 4         | 8      | Shaun Maswanganyi  | Sudafrica         | 20"18 |                                          |
| 5         | 7      | Sibusiso Matsenjwa | eSwatini          | 20"22 | Record nazionale                         |
| 6         | 4      | Ramil Guliyev      | Turchia           | 20"31 | Miglior prestazione personale stagionale |
| 7         | 3      | Leon Reid          | Irlanda           | 20"54 |                                          |
| 8         | 2      | Taymir Burnet      | Paesi Bassi       | 20"90 |                                          |

### Finale
| Record mondiale      | Usain Bolt | 19"19 | Berlino | 20 agosto 2009 |
| Record olimpico      | Usain Bolt | 19"30 | Pechino | 20 agosto 2008 |
| Capolista stagionale | Noah Lyles | 19"74 | Monaco  | 27 giugno 2021 |

Mercoledì 4 agosto, ore 21:55. Vento: -0,5m/s.
| Posizione | Corsia | Nome              | Nazionalità       | Tempo | Note                                     |
| --------- | ------ | ----------------- | ----------------- | ----- | ---------------------------------------- |
| Oro       | 6      | Andre De Grasse   | Canada            | 19"62 | Record nazionale                         |
| Argento   | 7      | Kenneth Bednarek  | Stati Uniti       | 19"68 | Miglior prestazione personale            |
| Bronzo    | 3      | Noah Lyles        | Stati Uniti       | 19"74 | Miglior prestazione personale stagionale |
| 4         | 5      | Erriyon Knighton  | Stati Uniti       | 19"93 |                                          |
| 5         | 8      | Joseph Fahnbulleh | Liberia           | 19"98 | Record nazionale                         |
| 6         | 4      | Aaron Brown       | Canada            | 20"20 |                                          |
| 7         | 9      | Rasheed Dwyer     | Giamaica          | 20"21 |                                          |
| 8         | 2      | Jereem Richards   | Trinidad e Tobago | 20"39 |                                          |